# Yoshimi P-We
Yoshimi (18 de febrero Okayama, Japón), más conocida por su nombre artístico YoshimiO, es una música japonesa conocida por su papel más largo como baterista constante en la banda de rock japonesa Boredoms. Ella también toca la trompeta, guitarra, teclado electrónico, y canta.
Yoshimi se unió a su primera banda U.F.O. or Die, con Eye en 1986. Desde 1997, ella lideró la banda femenina OOIOO y continua contribuyendo para la actual encarnación de Boredoms. Yoshimi trabajó en un gran número de proyectos, más notablemente en una banda raga llamada Saicobaba, un proyecto ambient titulado Yoshimi and Yuka, Olaibi, y en el supergrupo indie Free Kitten. Ella apareció como una tocadora de sesiones y vocalista en el décimo álbum Yoshimi Battles the Pink Robots de los Flaming Lips. Yoshimi participó como baterista en una interpretación de Boredoms en el concierto 77 Boadrum, que se realizó el 7 de julio de 2007 en el Parque del Empire-Fulton Ferry State Park en Brooklyn, Nueva York.

## Discografía

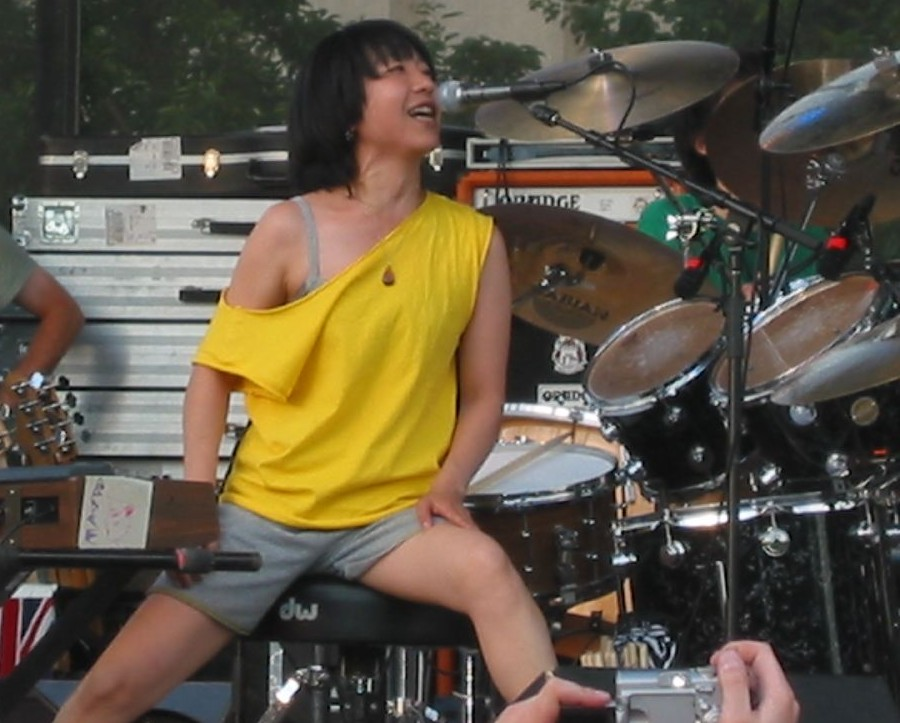
Yoshimi P-We interpretando con los Boredoms en el Festival Musical de Entonación de 2006 en Chicago.

### Yoshimio
- Big Toast(1993)
- 2 (1994)
- 3 (1995)
- Yunnan Colorfree (2007)
- Bor-Cozmik (2009)

### Yoshimi and Yuka
- Flower with No Color (2003)

### OOIOO
- OOIOO (1997)
- Feather Float (1999)
- Gold and Green (2000)
- Kila Kila Kila (2003)
- Taiga (2006)
- OOEYヨOO -EYヨ REMIX (Eye Remix EP) (2007)
- COCOCOOOIOO: The Best of Shock City 1997–2001
- Armonico Hewa (2009)

### OLAibi
- Humming Moon Drip (2006)
- Tingaruda (2009)

### Z-Rock Hawaii
- "Z-Rock Hawaii" (1996)